# ملعب اليابان الوطني
ملعب اليابان الوطني (باليابانية: 国立競技場) (بالإنجليزية: Japan National Stadium)‏ وكان يُعرف سابقًا باسم الملعب الوطني الجديد (باليابانية: 新国立競技場) (بالإنجليزية: New National Stadium)‏ أو الملعب الأولمبي، ملعب رياضي ياباني أُنشئ لاستضافة ألعاب رياضية مختلفة، افتُتِح بتاريخ 30 نوفمبر 2019، ويقع مقره في العاصمة اليابانية طوكيو.

## عنه
هو ملعب أعلنت اللجنة الأولمبية في اليابان عام 2012 عن مسابقة لتجديده وتطويره. ويُعرف بجوهرة 2020، لخدمتها في مارثون استضافة دورة الألعاب الأولمبية 2020. تقدم إلى المسابقة ستة وأربعون مهندسًا معماريًا من داخل اليابان وخارجها، وتمت تصفيتهم إلى 11 فقط فيما بعد. ونالت حديد شرف إنشاء إنشاء هذا الرمز، حيث أعُلن في سبتمبر 2015 أن هذا الاستاذ سيكون المضيف لحفلي الافتتاح والختام للدورة. إلا أنه بعد شهرين من هذا الإعلان، عقد عدد من المهندسين المعماريين اليابانينن أمثال فوميهيكو ماكي وتويو ايتو وسو فوجيموتو وكينغو كوما وريكن ياماموتو ندوة بعنوان إعادة التفكير في الملعب الأولمبي الوطني الجديد في السياق التاريخي. وقد هدفت إلى الاعتراض على تصميم الاستاد الوطنى الأولمبي الجديد، بعد أن كان سببًا رئيسيًا في فوز اليابان باستضافة الحدث التاريخي. وقد ارتأى المعترضون أن هذا المشروع غير مناسب للطراز الياباني القديم، وأن الحجم المقترح مبالغ فيه، عوضًا عن التكلفة الباهظه لهذا المشروع.
أعلن بعض المسئولين أن تكلفة إنشاء هذا الاستاد، مستضيف الأولمبياد ستتجاوز ملياري دولار، 2.1 مليار دولار، أي ما يقرب من ضعف التكلفة التقديرية الأولية وسيكتمل تشييده بعد شهرين من المدة المحددة سلفًا. وقال توشيرو موتو الرئيس التنفيذي للجنة المنظمة للدورة الأولمبية أن بناء الاستاد الوطني سيبدأ في أكتوبر 2015 وينتهي في مايو 2019. وأنه يتم تنفيذ السقف القابل للطي حتى بعد انتهاء الأولمبياد، وسيتم تصميم 15 ألف مقعد من بين 80 ألف هي سعة الاستاد بشكل متحرك وبسيط عكس ما كان عليه التصميم الأصلي وسيقلل ذلك من التكاليف. ويعاني بناء الاستاد الجديد، الذي سيحل بدلًا من الاستاد الذي استضاف أولمبياد 1964 وتم هدمه، من مشكلات كثيرة بسبب الارتفاع الضخم في تكاليف البناء وطريقة تمويله، وكذلك تعرض تصميمه لانتقادات بسبب تكاليفه الباهظة وغير مناسبته للمنطقة المحيطة به.